# Mizerové
Mizerové (v anglickém originále Bad Boys) je americký akční film z roku 1995. Režíroval jej Michael Bay, na scénáři spolupracovali Michael Barrie, Jim Mulholland a Doug Richardson. Dvojici svérázných policistů ztvárnili Martin Lawrence a Will Smith. Společnost Columbia Pictures snímek premiérovala 7. dubna 1995. Česky jej uvedla společnost Falcon od 20. července téhož roku.

## Obsazení
| Martin Lawrence   | Marcus Burnett     |
| Will Smith        | Mike Lowrey        |
| Téa Leoni         | Julie Mottová      |
| Tchéky Karyo      | Fouchet            |
| Vic Manni         | Ferguson           |
| Frank John Hughes | Casper             |
| Joe Pantoliano    | Conrad Howard      |
| Nestor Serrano    | detektiv Sanchez   |
| Theresa Randle    | Theresa Burnettová |

## Přijetí
Film s 19milionovým rozpočtem vydělal během prvního víkendu ve 2 132 amerických kinech asi 15,5 milionu dolarů. Obsadil tak první příčku v návštěvnosti, daleko před druhou premiérou týdne, Disneyovským animákem Goofy na výletě, a reprízovanou komedií Tommy Boy (oba filmy utržily mírně přes 6,1 milionu).
Recenzní agregátor Rotten Tomatoes ohodnotil film na základě 47 recenzí 43 procenty, zatímco téměř 660 tisíc jeho uživatelů udělilo celkově 78 procent. Celkem 24 recenzí na serveru Metacritic poskytlo 41% hodnocení.